# Plagiostoma lugubre
Plagiostoma lugubre är en svampart som först beskrevs av Petter Adolf Karsten, och fick sitt nu gällande namn av Bolay 1972. Plagiostoma lugubre ingår i släktet Plagiostoma och familjen Gnomoniaceae.  Arten är reproducerande i Sverige. Inga underarter finns listade i Catalogue of Life.